# Néa Zíchni
Néa Zíchni (Nea Zichni) är en kommunhuvudort i Grekland.   Den ligger i prefekturen Nomós Serrón och regionen Mellersta Makedonien, i den nordöstra delen av landet, 300 km norr om huvudstaden Aten. Néa Zíchni ligger 257 meter över havet och antalet invånare är 2 530.
Terrängen runt Néa Zíchni är kuperad åt nordost, men åt sydväst är den platt. Terrängen runt Néa Zíchni sluttar söderut.Runt Néa Zíchni är det ganska glesbefolkat, med 34 invånare per kvadratkilometer. Néa Zíchni är det största samhället i trakten. Trakten runt Néa Zíchni består till största delen av jordbruksmark.